# Tlenek wapnia
Tlenek wapnia (wapno palone), CaO – nieorganiczny związek chemiczny z grupy tlenków zasadowych zawierający wapń na II stopniu utlenienia.
W temperaturze pokojowej związek ten jest białym ciałem drobnokrystalicznym. Tlenek wapnia posiada własności higroskopijne. Łączy się gwałtownie z wodą tworząc wodorotlenek wapnia, przy czym wydziela się ciepło.
Tlenek wapnia jest otrzymywany technicznie na wielką skalę przez prażenie (tzw. kalcynowanie) kamienia wapiennego w temperaturze 900–1000 °C w piecach zwanych wapiennikami.
CaCO3 → CaO + CO2
Ma zastosowanie w budownictwie (jako zaprawa murarska oraz w przemysłowej produkcji silikatów), w metalurgii, w przemyśle szklarskim i ceramicznym. Jest używany również jako środek owadobójczy (insektycyd), jako nawóz sztuczny w rolnictwie (podwyższa pH gleby) oraz do otrzymywania karbidu. Na skalę laboratoryjną wykorzystywany jest m.in. do otrzymywania amoniaku oraz jako środek odwadniający.